# 比尼维尔
比尼维尔（法語：Biniville，法語發音：[binivil]）是法国芒什省的一个市镇，属于瑟堡区。

## 地理
比尼维尔（49°25'39"N, 1°28'38"W）面积2.98 平方千米，位于法国诺曼底大区芒什省，该省份为法国西北部沿海省份，西、北、东北三面环大西洋，东起顺时针与卡爾瓦多斯省、奧恩省、马耶讷省和伊勒-维莱讷省接壤。
与比尼维尔接壤的市镇（或旧市镇、城区）包括：科隆比、戈勒维尔、欧特维尔博卡日、圣科隆布。

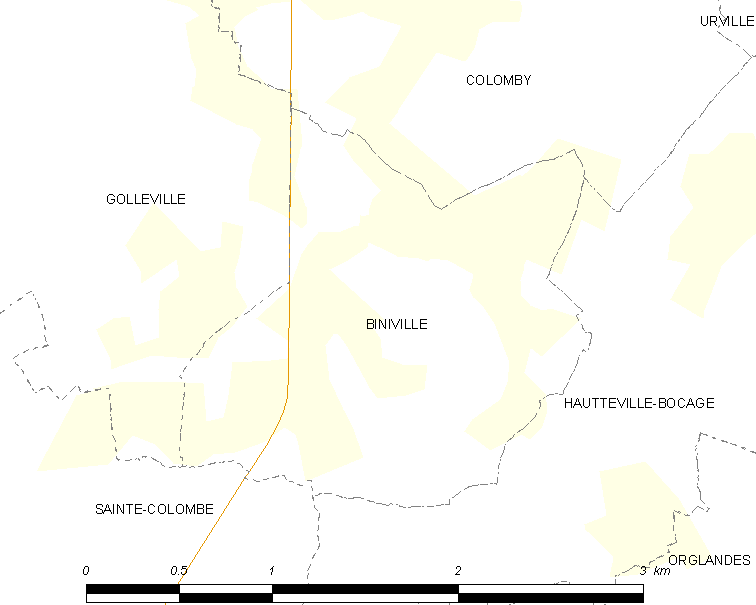
比尼维尔的OSM定位图

比尼维尔的时区为UTC+01:00、UTC+02:00（夏令时）。

## 行政
比尼维尔的邮政编码为50390，INSEE市镇编码为50055。

## 政治
比尼维尔所属的省级选区为科唐坦地区布里克贝克县。

## 人口

1962-2008年间比尼维尔人口变化图示

比尼维尔于2022年1月1日时的人口数量为116人。